# Mohan Agashe
Mohan Agashe (Bhor, 23 luglio 1947) è un produttore cinematografico, scenografo e attore indiano.

## Filmografia

### Attore
- Mississippi Masala, regia di Mira Nair (1991)

#### Cinema
- Vrindavam Film Studios, regia di Lamberto Lambertini (1995)

### Regista
- Tracy! (1987)

## Premi
- Sahitya Akademi Award
  - 1996 - Miglior attore in Mahrati (teatro)
- Padma Shiri
  - 1990 - Ha vinto[1]